# Catala flavipes
Catala flavipes – gatunek pluskwiaków różnoskrzydłych z rodziny zajadkowatych.

## Opis
Spośród innych przedstawicieli rodzaju Catala wyróżnia się jednobarwnym, ciemnym przedpleczem o kolcach w przedniej części tylnego płata długich i cienkich, przy jednocześni jednobarwnych, ciemnobrązowych półpokrywach. 

## Występowanie
Gatunek ten jest endemitem Madagaskaru.